# Leave the World Behind (film, 2023)
Leave the World Behind är en amerikansk dramafilm från 2023. 
Filmen är regisserad av Sam Esmail som även producerat  och skrivit filmens manus. Filmen är baserad på en roman med samma namn från 2020 skriven av Rumaan Alam. Filmen hade premiär på strömningstjänsten Netflix den 8 december 2023.

## Handling
Filmen kretsar kring Amanda och Clay som lämnar storstaden för en semester på Long Islands landsbygd. Plötsligt knackar två främlingar på och kommer med nyheten om ett mystiskt strömavbrott inträffat, och de två familjerna tvingas samsas i sommarhuset.

## Rollista (i urval)
- Julia Roberts - Amanda
- Mahershala Ali - George "G.H." Washington
- Ethan Hawke - Clay
- Myha'la Herrold - Ruth Washington
- Farrah Mackenzie - Rosie
- Charlie Evans - Archie
- Kevin Bacon - Danny